# DemoLinux
 (septembre 2012).
DemoLinux est une distribution GNU/Linux, créée en 1998 par Roberto Di Cosmo, Vincent Balat et Jean-Vincent Loddo. C'est le premier live CD GNU/Linux permettant d'utiliser le système en mode graphique et sans aucune étape de configuration ou d'installation préalable.

## Détails
DemoLinux a été diffusé dans de nombreux magazines de presse informatique, dans plusieurs pays. Il est encore téléchargeable depuis le site Web mais n'a pas évolué depuis 2002. Il existe aujourd'hui de nombreux autres lives CD Linux. On peut notamment considérer cette distribution de GNU/Linux comme l'ancêtre de Knoppix.
DemoLinux offrait aux utilisateurs des centaines d'applications (dont l'environnement de bureau KDE et la suite bureautique StarOffice) grâce à un système de fichiers compressé. Le CD pouvait être utilisé sans toucher au disque dur, mais l'utilisateur avait la possibilité d'utiliser de manière transparente un espace sur le disque pour stocker ses données personnelles et les retrouver d'une session à l'autre, et même pour installer de nouvelles applications en utilisant simplement les outils de la distribution de base.

## Historique
La version 1 était basée sur Mandrake Linux, les versions 2 et 3 utilisaient un mécanisme indépendant de la distribution et étaient distribuées principalement sur une base Debian. Ces dernières versions offraient en outre la possibilité d'installer GNU/Linux sur le disque dur, offrant ainsi une procédure d'installation très simple de Debian (principe réutilisé aujourd'hui par certaines distributions).